# 杰克·多西
杰克·帕特里克·多西（1976年11月19日—），美国软件工程师和科技创业者，Twitter联合创始人，Square创始人和CEO。

## 早期生活
多西青少年时期生活在密苏里州圣路易斯，他的家族有英格兰、爱尔兰和意大利血統。父亲在一家生产光谱仪的公司工作，母亲是家庭主妇。成长于天主教环境，叔叔是辛辛那提的一位天主教神父。
多西曾就读于天主教杜堡高中。年少时曾兼职过模特。14岁时对软件开发产生了兴趣，当时开发的开源路由调度软件至今仍有在出租车公司使用。1995年入读密苏里科技大学，1997年转入纽约大学，后来他前往加利福尼亚当程序员。
2000年，多西在奥克兰开办了自己的公司，通过网页来调度信使、出租车和紧急服务。期间他还有其他项目和想法，包括媒体设备网络和平滑市场服务。2000年7月，在构建调度的同时，部分也受LiveJournal启发，可能还有AOL即时通讯，他对实时状态通讯有了想法。
首次看到即时通讯的实现时，多西考虑软件用户的状态能否更简易地在朋友间实现共享。他与当时从事短信服务的Odeo公司接触。多西和比兹·斯通认为SMS文本能够用作状态消息，于是他们花两周时间构建了Twitter的原型。这个主意吸引了Odeo公司的许多人，还有埃文·威廉姆斯的投资，他已将Pyra Labs和Blogger出售给Google，并离开了Google。

## 职业

### Twitter公司

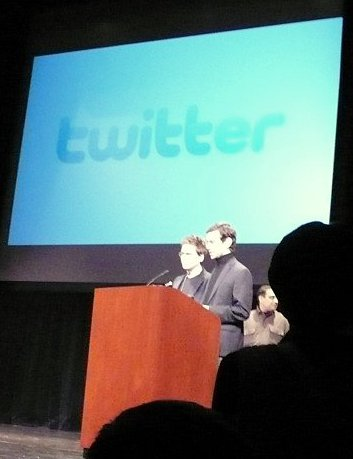
比兹·斯通和多西领取最佳mobile startup的Crunchie奖

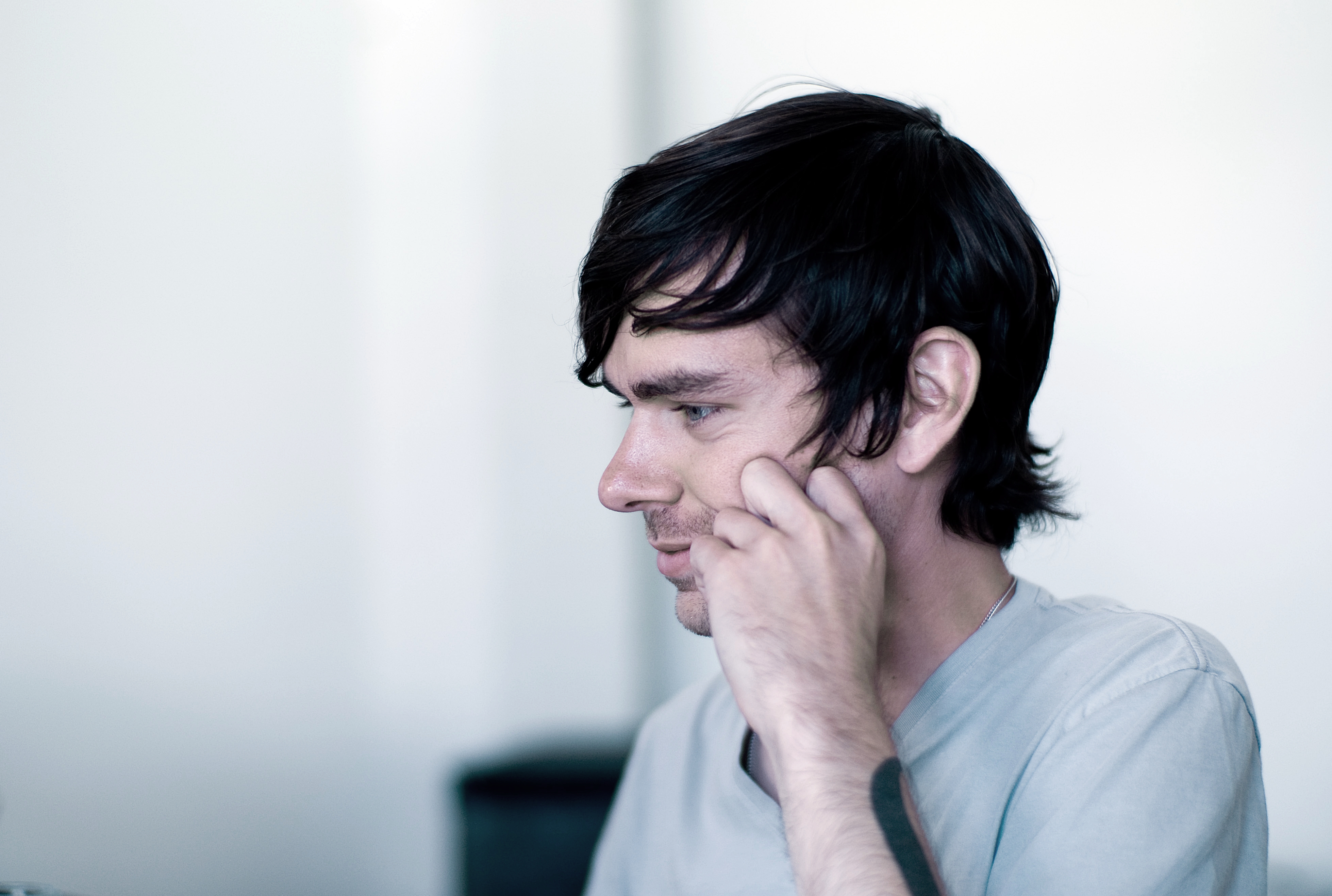
2008年時的多西

多西、斯通和威廉姆斯共同创建了Obvious公司，后来Twitter公司从其分离出来。作为CEO，多西见证了公司的创立以及后来通过风险投资的两轮融资。2008年10月16日，威廉姆斯接替担任CEO，而多西则改任董事会主席。
在Twitter流行起来后，多西将提高运行时间视作当务之急。尽管2008年已经盈利，Twitter并不把盈利作为设计目的。多西将Twitter的商业用途和API分开来考虑，而这能生成需付费功能。他的三条指导准则：简单、有限、精巧，也被全公司分享。
2019年，多西開始開發去中心化社交平台項目Bluesky，這個項目在2022年马斯克收购推特後獲得了關注。
2021年11月29日，多西宣布将辞去Twitter公司的CEO职务，由帕拉格·阿格拉瓦爾接任。
2024年5月，多西宣布不再擔任Bluesky董事會成員。

### Square公司
杰克·多西也開始建立了一個新的平台，通過移動設備使用信用卡和借記卡。

## 荣誉和奖项
《麻省理工科技评论》的TR35（2008年）
《彭博商业周刊》“最出色和最聪明”的科技企业家

## 引用
1. ↑  杰克·多西的facebook帐号
2. Marcia Dorsey Twitter.
3. ↑  Strange, Adario. . Wired News (CondéNet). 2007年4月20日  [2010年1月18日]. （原始内容存档于2009年1月10日）.
4. ↑  tbarker@post-dispatch.com 314-340-8350, Tim Barker. . STLtoday.com.   [2021-04-30]. （原始内容存档于2021-05-01） （英语）.
5. 1 2 3 4 5  Glaser, Mark. . Public Broadcasting Service (PBS). 2007年5月17日  [2010年1月18日]. （原始内容存档于2013年4月24日）.
6. ↑  Barker, Tim (November 15, 2009). "Native son sets St. Louis atwitter". St. Louis Post-Dispatch
7. 1 2  商业周刊员工. . 商业周刊 (The McGraw-Hill Companies). 2007年3月26日  [2010年1月18日]. （原始内容存档于2014年7月11日）.
8. ↑  杰克·多西. . Twitter. 2009年4月8日  [2010年1月18日]. （原始内容存档于2016年11月21日）.
9. 1 2 3  杰克·多西. . Flickr. Yahoo!. 2006年3月24日  [2010年1月18日]. （原始内容存档于2012年7月2日）.
10. ↑  Miller, Claire Cain. . 纽约时报 (纽约时报). 2008年10月16日  [2010年1月18日]. （原始内容存档于2019年4月27日）.
11. ↑  McCarthy, Caroline. . CNET News (CBS Interactive). 2008年10月16日  [2010年1月18日]. （原始内容存档于2009年7月29日）.
12. ↑  Wagner, Mitch. . InformationWeek (United Business Media). 2008年6月4日  [2010年1月18日]. （原始内容存档于2012年3月24日）.
13. ↑  Wagner, Mitch. . InformationWeek (United Business Media). 2008年6月24日  [2010年1月18日]. （原始内容存档于2012年3月26日）.
14. ↑  張詠晴. . 天下雜誌. 2023-05-03  [2023-10-12]. （原始内容存档于2023-10-20）.
15. ↑  Feiner, Jessica Bursztynsky,Lauren. . CNBC. 2021-11-29  [2021-11-30]. （原始内容存档于2021-11-29） （英语）.
16. ↑  . Technology Review (Massachusetts Institute of Technology). 2008  [November 5, 2008]. （原始内容存档于2015-07-02）.